# کارین ماریا بروزلیوس
کارین ماریا بروزلیوس (انگلیسی: Karin Maria Bruzelius؛ زادهٔ ۱۹ فوریهٔ ۱۹۴۱) سیاست‌مدار اهل نروژ است.